# Lý Sơn
Lý Sơn är ett ödistrikt i Quảng Ngãi-provinsen som ligger i Sydkinesiska havet i centrala Vietnam.

## Geografi och geologi
Ödistriktet omfattar ungefär 9,97 km² inom Cù Lao Rés vulkaniska öar, och Lý Sơn gick tidigare under namnet Cu Lao Re, eftersom den omfattar större delen av ö-området, med tre av de fyra vulkankäglor som sticker upp ur havet, där den fjärde bildar en egen ö, Cù Lao Bờ Bãi, ”den lilla ön”.

## Historia
Lämningar av Sa Huỳnh-kulturen, som blomstrade mellan 1000 f.Kr. och 200 e.Kr. har återfunnits på ön. Därefter blev ön en knutpunkt för kungadömet Champas handel som en naturlig hamn. Här fanns dricksvatten att tillgå och en av de dåvarande källorna, Xó La-källan, är fortfarande i bruk. De slocknade vulkankäglorna har gett ön en mycket bra vattenreservoar.
Öarna utgjorde ett riktmärke för navigation under den kinesiske amiralen och sjöfararen Zheng Hes expeditioner i området på 1400-talet. På 1600-talet anla härskarna över Đàng Trong i södra Vietnam en koloni på öarna, som en stödjepunkt för Hoàng Sas utveckling av Paracelöarna.
Under USA:s inblandning I Vietnamkriget var Lý Sơn basen för USA:s flottas radaristallationer, för att upptäcka sjötransporter längs Vietnams kust.

## Ekonomi
Befolkningens utkomst på Lý Sơn grundar sig på fiskenäringen. 2012 salufördes totalt 29 000 ton fiskeprodukter till ett värde av 241,2 miljarder VND, vilket var ungefär en fjärdedel av hela provinsens intäkter inom fisket.
Lý Sơn är också känt i hela Vietnam för sin produktion av en särskilt varietet av vitlök. Dock har produktionen minskat på grund av att odlingarna lett till omfattande erosion.

## Kultur
Lý Sơn har mer än 50 buddhisttempel.
Valarna är viktiga I den lokala mytologin och religionen, precis som I andra kustområden I Vietnam. Cirka hundra valskelett finns samlade runt om i buddhisttemplen på ön. Det största skelettet finns vid Tan-templet i kommunen An Hai. Enligt en lokal legend är det 200 år gamla valskelettet lämningarna efter Nam Hai Dong Dinh Dai Vuong, “Valarnas konung”, den största valen någonsin i Sydkinesiska havet. Valskeletten dyrkas alltjämt och begravningar hålls när strandade valar hittas, eftersom det sägs skydda fiskarna när de är ute till havs.

## Bildgalleri

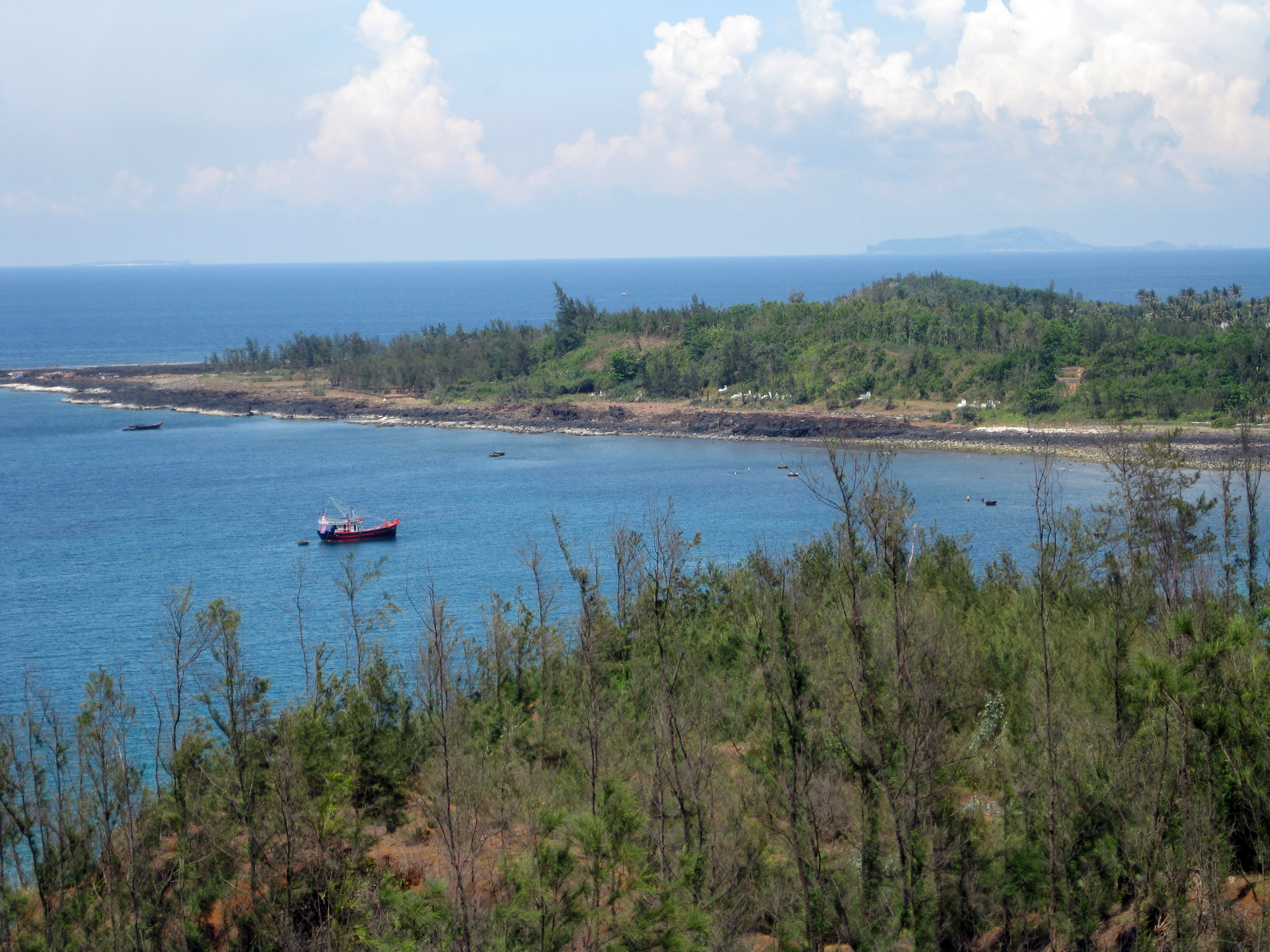
Lý Sơn på avstånd, fotograferad från Sơn Thủy.